# قائمة الأحزاب السياسية في الولايات المتحدة
يهيمن حزبان رئيسيان على الأحزاب السياسية في الولايات المتحدة، ومنذ الخمسينيات من القرن التاسع عشر، يتفوّق الحزب الديمقراطي والحزب الجمهوري على الأحزاب الأخرى. يستند نظام الحزبين على القوانين وقواعد الحزب والأعراف. أما الأحزاب الثانوية الصغيرة فتأتي وتذهب، وأحيانًا تفوز بمناصب رئيسة على مستوى الولاية. ومع ذلك، غالبًا ما تكون المناصب المحلية غير حزبية.

## نظرة عامة
أدت الحاجة إلى كسب الدعم الشعبي في الجمهورية إلى الابتكار الأمريكي للأحزاب السياسية القائمة على الناخبين في تسعينيات القرن الثامن عشر. أبدع الأمريكيون بشكل خاص في ابتكار تقنيات جديدة للحملات تربط الرأي العام بالسياسة العامة من خلال الحزب.
قسّم العلماء والمؤرخون السياسيون تطور نظام الحزبين في أمريكا إلى خمسة عصور. تكون نظام الحزبين الأول من الحزب الفيدرالي الذي أيّد التصديق على الدستور، والحزب الجمهوري الديمقراطي أو الحزب المعارض للإدارة (المعارض للفيدراليين)، الذي عارض الحكومة المركزية القوية، من بين آخرين، بشأن التصديق على الدستور الذي دخل حيز التنفيذ في عام 1789.
يتكون نظام الحزبين الحديث من الحزب الديمقراطي والحزب الجمهوري. هناك عدة أحزاب ثالثة تعمل أيضًا في الولايات المتحدة، ومن وقت لآخر تنتخب شخصًا ما لمنصب محلي. أكبر حزب ثالث منذ الثمانينيات من القرن العشرين هو الحزب الليبرتاري.
إلى جانب الحزب الدستوري والأخضر والليبرالي، هناك العديد من الأحزاب السياسية الأخرى التي تتلقى الحد الأدنى من التأييد، ولا تظهر إلا عند الاقتراع في ولاية واحدة أو في بضع ولايات.
يختار بعض المرشحين السياسيين والعديد من الناخبين عدم التماهي مع حزب سياسي معين. في بعض الولايات، لا يُسمح للمستقلين بالتصويت في الانتخابات الأولية، لكن في ولايات أخرى، يمكنهم التصويت في أي انتخابات أولية يختارونها. على الرغم من أن مصطلح «مستقل» غالبًا ما يستخدم مرادفًا للناخب «المعتدل» أو «الوسطي» أو «المتأرجح»، للإشارة إلى سياسي أو ناخب يحمل وجهات نظر تتضمن جوانب من الأيديولوجيات الليبرالية والمحافظة، فإن معظم من يصفون أنفسهم بالمستقلين يدعمون دائمًا أحد الحزبين الرئيسين عندما يحين وقت التصويت، وفقًا لفوكس ميديا.

## أوائل الأحزاب السياسية وتاريخها
لم يتطرّق دستور الولايات المتحدة إلى موضوع الأحزاب السياسية، إذ لم ينوِ الآباء المؤسسون في الأصل أن تكون السياسة الأمريكية حزبية. في أوراق الفيديراليست رقم 9 ورقم 10، كتب ألكسندر هاميلتون وجيمس ماديسون، على التوالي، عن مخاطر الفصائل السياسية المحلية على وجه التحديد. إضافة إلى ذلك، لم يكن أول رئيس للولايات المتحدة جورج واشنطن عضوًا في أي حزب سياسي وقت انتخابه أو طوال فترة رئاسته. علاوة على ذلك، أعرب عن أمله في ألا تتشكّل الأحزاب السياسية خوفًا من الصراع والركود، كما هو موضح خطبة الوداع.
مع ذلك، انبثقت بدايات نظام الحزبين الأمريكي من دائرته المباشرة من المستشارين. انتهى المطاف بهاملتون وماديسون، اللذين كتبا أوراق الفيديراليست المذكورة أعلاه ضد الفصائل السياسية، إلى أن يكونا القائدين الرئيسين في هذا النظام الحزبي الناشئ. كانت المعسكرات المنقسمة التابعة للفيدراليين -التي نشأت مع هاملتون بصفته زعيمًا- والجمهوريين الديمقراطيين -مع ماديسون وتوماس جيفرسون على رأس هذا الفصيل السياسي- هي التي هيّأت البيئة التي نشأت فيها الحزبية بعد أن كانت بغيضة في يوم من الأيام.

### النظام الحزبي الأول: 1792-1824
برز في النظام الحزبي الأول في الولايات المتحدة الحزب الفيدرالي والحزب الجمهوري الديمقراطي (المعروف أيضًا باسم «الجمهوري الجيفرسوني»). نشأ الحزب الفيدرالي من الشبكة الوطنية لوزير الخزانة في واشنطن، ألكسندر هاملتون، الذي فضّل إقامة حكومة مركزية قوية موحدة وعلاقات وثيقة مع بريطانيا ونظام مصرفي مركزي وروابط وثيقة بين الحكومة ورجال الثروة.
أسّس ماديسون وتوماس جيفرسون -اللذين عارضا بشدة أجندة هاملتون- الحزب الجمهوري الديمقراطي. وصل الجيفرسونيون إلى السلطة في عام 1800، وكان الفيدراليون نخبويين للغاية كي ينافسوا بفعالية. فاز الفيدراليون في الشمال الشرقي، لكنّ رفضهم لدعم حرب عام 1812 أوشك على انفصالهم وكان بمثابة ضربة مدمرة عندما انتهت الحرب على خير. أعلنت فترة المشاعر الطيبة تحت حكم الرئيس جيمس مونرو (1816-1824) نهاية النظام الحزبي الأول، وكانت فترة وجيزة والحزبية في حدها الأدنى.

### النظام الحزبي الثاني: 1828-1854
دام النظام الحزبي الثاني من نحو 1828 إلى 1854، بعد انحلال الحزب الجمهوري الديمقراطي. سيطر حزبان رئيسان على المشهد السياسي: حزب اليمين بقيادة هنري كلاي، الذي نشأ من الحزب الجمهوري الوطني، والحزب الديمقراطي بقيادة أندرو جاكسون. أيّد الديمقراطيون تفوّق الرئاسة على فروع الحكومة الأخرى، وعارضوا كلًا من مصرف الولايات المتحدة وتحديث البرامج التي شعروا أنها ستعزّز الصناعة على حساب دافعي الضرائب.
من جانب آخر، أيّد اليمينيون تفوّق الكونغرس على السلطة التنفيذية وسياسات التحديث والحمائية الاقتصادية. كانت المعارك السياسية المركزية في هذه الفترة هي حرب المصرف ونظام الغنائم للرعاية الفيدرالية. شهدت خمسينيات القرن التاسع عشر انهيار حزب اليمين، بشكل أساسي نتيجة تراجع قيادته وحدوث انقسام كبير داخل الحزب بشأن العبودية نتيجة لقانون كانساس نبراسكا. بالإضافة إلى ذلك، أدى تلاشي القضايا الاقتصادية القديمة إلى إزالة العديد من القوى الموحدة التي تجمع الحزب.

### النظام الحزبي الثالث: 1854-1890
امتد النظام الحزبي الثالث من عام 1854 إلى منتصف تسعينيات القرن التاسع عشر، وتميز بظهور الحزب الجمهوري المناهض للعبودية، الذي تبنى العديد من السياسات الاقتصادية لليمينيين، مثل المصارف الوطنية، والسكك الحديدية، والتعريفات المرتفعة، والمساكن والمساعدات لكليات الأراضي الممنوحة. كان الحزب الديمقراطي إلى حد كبير حزب المعارضة خلال هذه الفترة، على الرغم من أنه سيطر في كثير من الأحيان على مجلس الشيوخ أو مجلس النواب، أو كليهما.
استقطبت قضايا الحرب الأهلية وإعادة الإعمار الأحزابَ حتى تسوية عام 1877 التي أنهت عصر إعادة الإعمار. وهكذا أصبح كلٌ من الحزبين ائتلافًا ذا قاعدة تصويت عريضة، واجتذبت قضية العرق الأمريكيين من أصل أفريقي المحرَّرين حديثًا (المعتوقين) إلى الحزب الجمهوري، بينما انضم الجنوبيون البيض (المخلِّصون) إلى الحزب الديمقراطي. حظي الائتلاف الديمقراطي أيضًا بدعم ديمقراطيي البوربون المحافظين المؤيدين للأعمال التجارية، والديمقراطيين التقليديين في الشمال (العديد منهم من المناهضين السابقين للحرب)، والمهاجرين الكاثوليك، من بين آخرين. تألّف الائتلاف الجمهوري أيضًا من رجال الأعمال وأصحاب المتاجر والحرفيين المهرة والموظفين والمهنيين الذين انجذبوا إلى سياسات التحديث للحزب.

### النظام الحزبي الرابع: 1896-1932
تكوّن النظام الحزبي الرابع، الذي امتدّ من 1896 إلى 1932، من مجموعات بنفس اهتمامات النظام الحزبي الثالث، لكنه شهد تحولات كبيرة في القضايا المركزية للنقاش. وافقت هذه الفترة أيضًا الحقبة التقدمية، وهيمن عليها الحزب الجمهوري. بدأ الأمر بعد أن ألقى الجمهوريون اللوم على الديمقراطيين بشأن الذعر الذي حدث عام 1893، ما أدى في وقت لاحق إلى فوز وليام ماكينلي على وليام جيننغز بريان في الانتخابات الرئاسية عام 1896.
تحوّلت القضايا المحلية المركزية إلى التنظيم الحكومي للسكك الحديدية والشركات الكبرى («الائتمانات»)، والتعريفة الوقائية، ودور النقابات العمالية، وعمالة الأطفال، والحاجة إلى نظام مصرفي جديد، والفساد في السياسة الحزبية، والانتخابات الأولية، والانتخابات المباشرة لأعضاء مجلس الشيوخ، والفصل العنصري، والكفاءة في الحكومة، وحق المرأة في الاقتراع، والسيطرة على الهجرة. بقيت معظم الكتل الانتخابية دون تغيير، ولكن حدثت بعض عمليات إعادة التنظيم، ما أعطى الجمهوريين هيمنة في الشمال الشرقي الصناعي وقوة جديدة في الولايات الحدودية. ناقش المؤرخون منذ فترة طويلة سبب عدم ظهور حزب العمال في الولايات المتحدة، على عكس أوروبا الغربية.

## الأطراف ذات التمثيل الاتحادي
مقاعد الكونغرس الحالية في الولايات المتحدة
| حزب سياسي ↓      | مجلس النواب ↓ | مجلس الشيوخ ↓ |
| ---------------- | ------------- | ------------- |
| الحزب الديمقراطي | 192           | 51            |
| الحزب الجمهوري   | 240           | 47            |
| كونكتكت ليبرمان  | 0             | 1             |
| مستقل            | 0             | 1             |
| شاغر             | 3             | 0             |

## الأحزاب السياسية
- الحزب الشيوعي الأمريكي
- أمريكا الطرف الأول
- الحزب النازي الأمريكي
- الحزب الاميركي
- الحزب الشعبي الأمريكي
- حزب الإصلاح الأمريكية
- أمريكا طرف المركز الثالث
- الحزب أميركا المستقلة
- حفلة شاي بوسطن
- حزب التراث الأميركي
- الحزب مواطنين من الولايات المتحدة
- حزب دستور
- الحزب الجمهوري
- الحزب الديمقراطي
- حزب أمريكا